# Solarolo
Solarolo (romanyol nyelven Slarôl) település Olaszországban, Emilia-Romagna régióban, Ravenna megyében. Lakosainak száma 4373 fő (2023. január 1.). Solarolo Bagnara di Romagna, Faenza, Imola, Castel Bolognese és Cotignola községekkel határos.

## Népesség
A település lakossága az elmúlt években az alábbi módon változott:
| Lakosok száma | 4473 | 4460 | 4373 |
|               | 2017 | 2018 | 2023 |